# Herrarnas singelsculler i rodd vid olympiska sommarspelen 2016
Herrarnas singelsculler i rodd vid olympiska sommarspelen 2016 avgjordes mellan den 6 och 13 augusti 2016 i Rio de Janeiro.

## Program
Alla tider: UTC−3 (lokal tid)
| Datum                    | Tid   | Omgång          |
| ------------------------ | ----- | --------------- |
| Lördag, 6 augusti 2016   | 07:30 | Försöksheat     |
| Söndag, 7 augusti 2016   | 07:30 | Återkval        |
| Måndag, 8 augusti 2016   | 07:30 | Semifinaler E/F |
| Tisdag, 9 augusti 2016   | 07:30 | Kvartsfinaler   |
| Onsdag, 10 augusti 2016  | 10:10 | Semifinaler C/D |
| Torsdag, 11 augusti 2016 | 08:10 | Semifinaler A/B |
| Fredag, 12 augusti 2016  | 07:30 | Final F         |
| Fredag, 12 augusti 2016  | 07:50 | Final E         |
| Lördag, 13 augusti 2016  | 08:30 | Final D         |
| Lördag, 13 augusti 2016  | 08:50 | Final C         |
| Lördag, 13 augusti 2016  | 09:10 | Final B         |
| Lördag, 13 augusti 2016  | 09:30 | Final           |

## Resultat

### Försöksheat
De tre första i varje försöksheat gick vidare till kvartsfinal medan övriga gick till återkvalet.

#### Försöksheat 1
| Placering | Roddare              | Land     | Tid     | Noteringar |
| --------- | -------------------- | -------- | ------- | ---------- |
| 1         | Ángel Fournier       | Kuba     | 7.06,89 | QF         |
| 2         | Juan Carlos Cabrera  | Mexiko   | 7.08,27 | QF         |
| 3         | Dattu Baban Bhokanal | Indien   | 7.21,67 | QF         |
| 4         | Jaruwat Saensuk      | Thailand | 7.25,06 | R          |
| 5         | Armandas Kelmelis    | Litauen  | 7.34,59 | R          |
| 6         | Luigi Teilemb        | Vanuatu  | 8.00,42 | R          |

#### Försöksheat 2
| Placering | Roddare                   | Land        | Tid     | Noteringar |
| --------- | ------------------------- | ----------- | ------- | ---------- |
| 1         | Mahé Drysdale             | Nya Zeeland | 7.04,45 | QF         |
| 2         | Bendegúz Pétervári-Molnár | Ungern      | 7.12,86 | QF         |
| 3         | Jhonatan Esquivel         | Uruguay     | 7.16,08 | QF         |
| 4         | Renzo Leon Garcia         | Peru        | 7.21,04 | R          |
| 5         | Mohammed Jasim Al-Khafaji | Irak        | 7.25,04 | R          |
| 6         | Jakson Vicent Monasterio  | Venezuela   | 7.28,36 | R          |

#### Försöksheat 3
| Placering | Roddare                  | Land       | Tid     | Noteringar |
| --------- | ------------------------ | ---------- | ------- | ---------- |
| 1         | Hannes Obreno            | Belgien    | 7.09,06 | QF         |
| 2         | Natan Węgrzycki-Szymczyk | Polen      | 7.12,43 | QF         |
| 3         | Brian Rosso              | Argentina  | 7.22,69 | QF         |
| 4         | Shakhboz Kholmirzayev    | Uzbekistan | 7.25,03 | R          |
| 5         | Al-Hussein Gambour       | Libyen     | 7.43,85 | R          |

#### Försöksheat 4
| Placering | Roddare                  | Land           | Tid     | Noteringar |
| --------- | ------------------------ | -------------- | ------- | ---------- |
| 1         | Alan Campbell            | Storbritannien | 7.08,31 | QF         |
| 2         | Stanislau Shcharbachenia | Belarus        | 7.11,49 | QF         |
| 3         | Memo                     | Indonesien     | 7.14,17 | QF         |
| 4         | Kim Dong-yong            | Sydkorea       | 7.20,85 | R          |
| 5         | Andrew Peebles           | Zimbabwe       | 7.25,39 | R          |

#### Försöksheat 5
| Placering | Roddare             | Land       | Tid     | Noteringar |
| --------- | ------------------- | ---------- | ------- | ---------- |
| 1         | Ondřej Synek        | Tjeckien   | 7.21,90 | QF         |
| 2         | Rhys Grant          | Australien | 7.28,83 | QF         |
| 3         | Arturo Rivarola     | Paraguay   | 7.29,23 | QF         |
| 4         | Sid Ali Boudina     | Algeriet   | 7.45,90 | R          |
| 5         | Bryan Sola Zambrano | Ecuador    | 7.48,77 | R          |

#### Försöksheat 6
| Placering | Roddare              | Land      | Tid     | Noteringar |
| --------- | -------------------- | --------- | ------- | ---------- |
| 1         | Nils Jakob Hoff      | Norge     | 7.17,47 | QF         |
| 2         | Damir Martin         | Kroatien  | 7.23,08 | QF         |
| 3         | Abdelkhalek El-Banna | Egypten   | 7.34,05 | QF         |
| 4         | Mohamed Taieb        | Tunisien  | 7.37,95 | R          |
| 5         | Vladislav Yakovlev   | Kazakstan | 7.38,65 | R          |

### Återkval
De två första i varje återkval gick vidare till kvartsfinal.

#### Återkval 1
| Placering | Roddare            | Land      | Tid      | Noteringar |
| --------- | ------------------ | --------- | -------- | ---------- |
| 1         | Sid Ali Boudina    | Algeriet  | 7.20,84  | QF         |
| 2         | Renzo Leon Garcia  | Peru      | 7.25,55  | QF         |
| 3         | Luigi Teilemb      | Vanuatu   | 7.34,12  | SE/F       |
| 4         | Al-Hussein Gambour | Libyen    | 7.45,09  | SE/F       |
| 5         | Vladislav Yakovlev | Kazakstan | 12.04,17 | SE/F       |

#### Återkval 2
| Placering | Roddare                   | Land     | Tid     | Noteringar |
| --------- | ------------------------- | -------- | ------- | ---------- |
| 1         | Kim Dong-yong             | Sydkorea | 7.12,96 | QF         |
| 2         | Mohammed Jasim Al-Khafaji | Irak     | 7.14,38 | QF         |
| 3         | Jaruwat Saensuk           | Thailand | 7.16,39 | SE/F       |
| 4         | Bryan Sola Zambrano       | Ecuador  | 7.28,30 | SE/F       |

#### Återkval 3
| Placering | Roddare                  | Land       | Tid     | Noteringar |
| --------- | ------------------------ | ---------- | ------- | ---------- |
| 1         | Armandas Kelmelis        | Litauen    | 7.13,36 | QF         |
| 2         | Shakhboz Kholmirzayev    | Uzbekistan | 7.14,58 | QF         |
| 3         | Andrew Peebles           | Zimbabwe   | 7.17,19 | SE/F       |
| 4         | Mohamed Taieb            | Tunisien   | 7.27,18 | SE/F       |
| 5         | Jakson Vicent Monasterio | Venezuela  | 7.28,67 | SE/F       |

### Kvartsfinaler
De tre första i varje kvartsfinal gick vidare till semifinalerna A/B, övriga gick till semifinalerna C/D.

#### Kvartsfinal 1
| Placering | Roddare               | Land       | Tid     | Noteringar |
| --------- | --------------------- | ---------- | ------- | ---------- |
| 1         | Ángel Fournier        | Kuba       | 6.51,89 | SA/B       |
| 2         | Rhys Grant            | Australien | 6.55,14 | SA/B       |
| 3         | Nils Jakob Hoff       | Norge      | 6.57,94 | SA/B       |
| 4         | Memo                  | Indonesien | 6.59,76 | SC/D       |
| 5         | Kim Dong-yong         | Sydkorea   | 7.05,69 | SC/D       |
| 6         | Shakhboz Kholmirzayev | Uzbekistan | 7.09,99 | SC/D       |

#### Kvartsfinal 2
| Placering | Roddare                  | Land        | Tid     | Noteringar |
| --------- | ------------------------ | ----------- | ------- | ---------- |
| 1         | Mahé Drysdale            | Nya Zeeland | 6.46,51 | SA/B       |
| 2         | Ondřej Synek             | Tjeckien    | 6.50,51 | SA/B       |
| 3         | Stanislau Shcharbachenia | Belarus     | 6.55,19 | SA/B       |
| 4         | Brian Rosso              | Argentina   | 7.03,23 | SC/D       |
| 5         | Armandas Kelmelis        | Litauen     | 7.04,67 | SC/D       |
| 6         | Renzo Leon Garcia        | Peru        | 7.30,91 | SC/D       |

#### Kvartsfinal 3
| Placering | Roddare                   | Land     | Tid     | Noteringar |
| --------- | ------------------------- | -------- | ------- | ---------- |
| 1         | Hannes Obreno             | Belgien  | 6.48,90 | SA/B       |
| 2         | Juan Carlos Cabrera       | Mexiko   | 6.50,04 | SA/B       |
| 3         | Abdelkhalek El-Banna      | Egypten  | 6.50,82 | SA/B       |
| 4         | Bendegúz Pétervári-Molnár | Ungern   | 6.52,80 | SC/D       |
| 5         | Sid Ali Boudina           | Algeriet | 7.13,59 | SC/D       |
| 6         | Arturo Rivarola           | Paraguay | 7.17,12 | SC/D       |

#### Kvartsfinal 4
| Placering | Roddare                   | Land           | Tid     | Noteringar |
| --------- | ------------------------- | -------------- | ------- | ---------- |
| 1         | Damir Martin              | Kroatien       | 6.44,44 | SA/B       |
| 2         | Alan Campbell             | Storbritannien | 6.49,41 | SA/B       |
| 3         | Natan Węgrzycki-Szymczyk  | Polen          | 6.53,52 | SA/B       |
| 4         | Dattu Baban Bhokanal      | Indien         | 6.59,89 | SC/D       |
| 5         | Jhonatan Esquivel         | Uruguay        | 7.40,27 | SC/D       |
| 6         | Mohammed Jasim Al-Khafaji | Irak           | 8.29,76 | SC/D       |

### Semifinaler A/B
De tre första i varje semifinal gick vidare till A-finalen.

#### Semifinal A/B 1
| Placering | Roddare              | Land     | Tid     | Noteringar |
| --------- | -------------------- | -------- | ------- | ---------- |
| 1         | Ondřej Synek         | Tjeckien | 6.58,56 | FA         |
| 2         | Damir Martin         | Kroatien | 6.59,43 | FA         |
| 3         | Ángel Fournier       | Kuba     | 7.02,65 | FA         |
| 4         | Juan Carlos Cabrera  | Mexiko   | 7.03,68 | FB         |
| 5         | Abdelkhalek El-Banna | Egypten  | 7.13,55 | FB         |
| 6         | Nils Jakob Hoff      | Norge    | 7.39,12 | FB         |

#### Semifinal A/B 2
| Placering | Roddare                  | Land           | Tid     | Noteringar |
| --------- | ------------------------ | -------------- | ------- | ---------- |
| 1         | Mahé Drysdale            | Nya Zeeland    | 7.03,70 | FA         |
| 2         | Stanislau Shcharbachenia | Belarus        | 7.06,69 | FA         |
| 3         | Hannes Obreno            | Belgien        | 7.06,76 | FA         |
| 4         | Alan Campbell            | Storbritannien | 7.09,54 | FB         |
| 5         | Rhys Grant               | Australien     | 7.14,68 | FB         |
| 6         | Natan Węgrzycki-Szymczyk | Polen          | 7.15,61 | FB         |

### Semifinaler C/D
De tre första i varje semifinal gick vidare till C-finalen.

#### Semifinal C/D 1
| Placering | Roddare               | Land       | Tid     | Noteringar |
| --------- | --------------------- | ---------- | ------- | ---------- |
| 1         | Jhonatan Esquivel     | Uruguay    | 7.22,98 | FC         |
| 2         | Brian Rosso           | Argentina  | 7.24,65 | FC         |
| 3         | Memo                  | Indonesien | 7.25,60 | FC         |
| 4         | Shakhboz Kholmirzayev | Uzbekistan | 7.26,04 | FD         |
| 5         | Sid Ali Boudina       | Algeriet   | 7.37,19 | FD         |
| 6         | Arturo Rivarola       | Paraguay   | 7.41,43 | FD         |

#### Semifinal C/D 2
| Placering | Roddare                   | Land     | Tid     | Noteringar |
| --------- | ------------------------- | -------- | ------- | ---------- |
| 1         | Bendegúz Pétervári-Molnár | Ungern   | 7.18,88 | FC         |
| 2         | Dattu Baban Bhokanal      | Indien   | 7.19,02 | FC         |
| 3         | Kim Dong-yong             | Sydkorea | 7.20,10 | FC         |
| 4         | Armandas Kelmelis         | Litauen  | 7.20,72 | FD         |
| 5         | Renzo Leon Garcia         | Peru     | 7.37,34 | FD         |
| 6         | Mohammed Jasim Al-Khafaji | Irak     | 7.48,31 | FD         |

### Semifinaler E/F
De tre första i varje semifinal gick vidare till E-finalen.

#### Semifinal E/F 1
| Placering | Roddare            | Land      | Tid      | Noteringar |
| --------- | ------------------ | --------- | -------- | ---------- |
| 1         | Jaruwat Saensuk    | Thailand  | 7.54,38  | FE         |
| 2         | Mohamed Taieb      | Tunisien  | 8.02,05  | FE         |
| 3         | Luigi Teilemb      | Vanuatu   | 8.19,15  | FE         |
| 4         | Vladislav Yakovlev | Kazakstan | 11.45,22 | FF         |

#### Semifinal E/F 2
| Placering | Roddare                  | Land      | Tid     | Noteringar |
| --------- | ------------------------ | --------- | ------- | ---------- |
| 1         | Andrew Peebles           | Zimbabwe  | 7.45,20 | FE         |
| 2         | Jakson Vicent Monasterio | Venezuela | 7.50,56 | FE         |
| 3         | Bryan Sola Zambrano      | Ecuador   | 7.52,86 | FE         |
| 4         | Al-Hussein Gambour       | Libyen    | 8.13,17 | FF         |

### Finaler

#### Final F
| Placering | Roddare            | Land      | Tid     | Noteringar |
| --------- | ------------------ | --------- | ------- | ---------- |
| 1         | Vladislav Yakovlev | Kazakstan | 7.21,61 |            |
| 2         | Al-Hussein Gambour | Libyen    | 7.41,77 |            |

#### Final E
| Placering | Roddare                  | Land      | Tid     | Noteringar |
| --------- | ------------------------ | --------- | ------- | ---------- |
| 1         | Andrew Peebles           | Zimbabwe  | 7.43,98 |            |
| 2         | Jaruwat Saensuk          | Thailand  | 7.49,86 |            |
| 3         | Mohamed Taieb            | Tunisien  | 7.53,36 |            |
| 4         | Bryan Sola Zambrano      | Ecuador   | 7.53,54 |            |
| 5         | Jakson Vicent Monasterio | Venezuela | 7.57,83 |            |
| 6         | Luigi Teilemb            | Vanuatu   | 8.24,67 |            |

#### Final D
| Placering | Roddare                   | Land       | Tid     | Noteringar |
| --------- | ------------------------- | ---------- | ------- | ---------- |
| 1         | Armandas Kelmelis         | Litauen    | 7.00,72 |            |
| 2         | Renzo Leon Garcia         | Peru       | 7.02,28 |            |
| 3         | Mohammed Jasim Al-Khafaji | Irak       | 7.03,73 |            |
| 4         | Shakhboz Kholmirzayev     | Uzbekistan | 7.04,78 |            |
| 5         | Sid Ali Boudina           | Algeriet   | 7.06,64 |            |
| 6         | Arturo Rivarola           | Paraguay   | 7.18,34 |            |

#### Final C
| Placering | Roddare                   | Land       | Tid     | Noteringar |
| --------- | ------------------------- | ---------- | ------- | ---------- |
| 1         | Dattu Baban Bhokanal      | Indien     | 6.54,96 |            |
| 2         | Bendegúz Pétervári-Molnár | Ungern     | 6.57,75 |            |
| 3         | Brian Rosso               | Argentina  | 6.58,58 |            |
| 4         | Memo                      | Indonesien | 6.59,44 |            |
| 5         | Kim Dong-yong             | Sydkorea   | 6.59,72 |            |
| 6         | Jhonatan Esquivel         | Uruguay    | 7.13,65 |            |

#### Final B
| Placering | Roddare                  | Land           | Tid     | Noteringar |
| --------- | ------------------------ | -------------- | ------- | ---------- |
| 1         | Natan Węgrzycki-Szymczyk | Polen          | 6.47,95 |            |
| 2         | Juan Carlos Cabrera      | Mexiko         | 6.50,02 |            |
| 3         | Rhys Grant               | Australien     | 6.51,90 |            |
| 4         | Abdelkhalek El-Banna     | Egypten        | 6.54,94 |            |
| 5         | Nils Jakob Hoff          | Norge          | 7.02,66 |            |
| 6         | Alan Campbell            | Storbritannien | DNS     |            |

#### Final A
| Placering | Roddare                  | Land        | Tid     | Noteringar |
| --------- | ------------------------ | ----------- | ------- | ---------- |
| 1         | Mahé Drysdale            | Nya Zeeland | 6.41,34 | OR         |
| 2         | Damir Martin             | Kroatien    | 6.41,34 |            |
| 3         | Ondřej Synek             | Tjeckien    | 6.44,10 |            |
| 4         | Hannes Obreno            | Belgien     | 6.47,42 |            |
| 5         | Stanislau Shcharbachenia | Belarus     | 6.48,78 |            |
| 6         | Ángel Fournier           | Kuba        | 6.55,90 |            |